# ILY (signe)

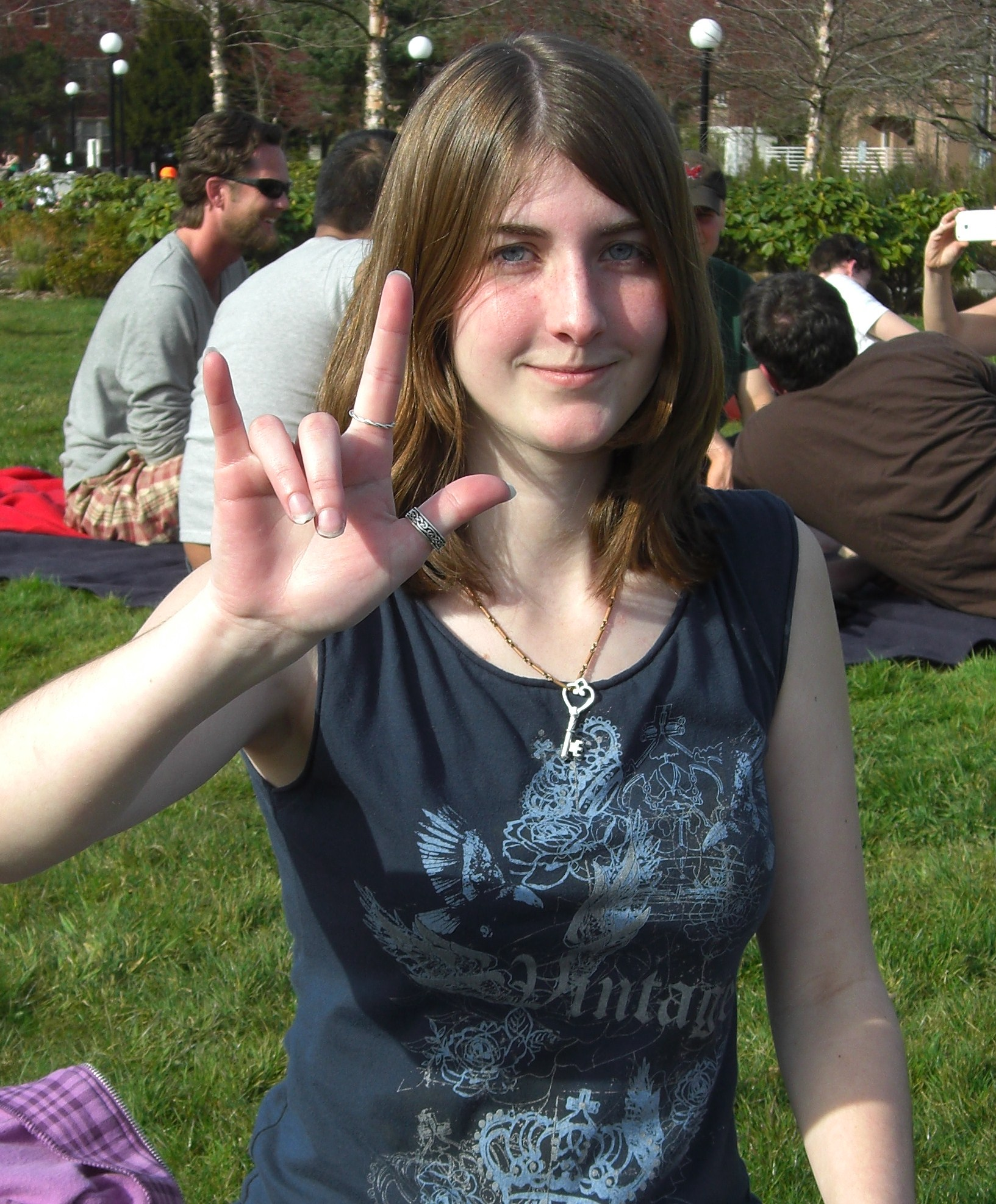
ILY és un signe comú en la cultura sorda que significa " T'estimo "

El signe d'ILY 🤟 és un signe de llengua de signes que s'ha fet comú en la cultura popular. És una combinació dels signes de les lletres I, L i Y en l'alfabet dactilològic, que forma l'acrònim ILY per "T'estimo".
El signe és una expressió informal de sentiments amistosos, que van des de l'estima fins a l'amor. De vegades es confon amb un signe de les banyes, amb el polze cap al palmell més que el polze estès, que ha aparegut en la cultura de la música heavy metal.

## Història
Deaf Heritage data l'origen de l'ILY al 1905. El signe es distribueix àmpliament amb el seu ús per l'actor nord-americà Richard Dawson a cada episodi del programa Family Feud, que va protagonitzar entre 1976 i 1985. El 1977, el president dels Estats Units Jimmy Carter va fer aquest signe durant la seva desfilada del dia de la investidura.
El 2017, el signe es va convertir en una emoticona Unicode 10.0: 🤟 amb el nom I, L, Y en alfabet dactilològic

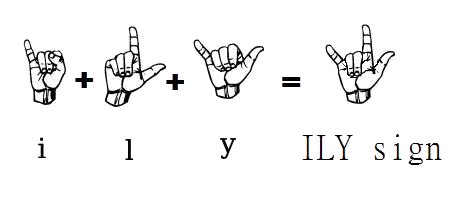
El signe ILY està format per les lletres I, L, Y de l'alfabet dactilològic